# Gaius Acilius
Gaius Acilius là một nguyên lão và sử gia của La Mã cổ đại. 
Ông biết tiếng Hy Lạp, vào năm 155 TCN ông đã phiên dịch cho Carneades, Diogenes, và Critolaos, họ đã tới Viện nguyên lão La Mã đồng thời với một sứ thần từ Athens.
Plutarch đã trích dẫn tác phẩm lịch sử của Acilius trong cuộc đời của Remus. Tác phẩm lịch sử của ông được viết bằng tiếng Hy Lạp và bao gồm cả những sự kiện ít nhất là tới năm 184 TCN (theo Dionysios của Halicarnassos), và nó xuất hiện vào khoảng năm 142 TCN (được Livy đề cập tới). Tác phẩm này đã được dịch sang tiếng Latin bởi một người tên là Claudius, rất có thể là Claudius Quadrigarius, nhưng chỉ có các đoạn là còn tồn tại.